# 1. BSV Turtles Speyer
Der 1. Baseball- und Softballverein Turtles Speyer e. V. ist ein Baseball- und Softball-Verein in Speyer.

## Geschichte
Der 1. BSV Turtles Speyer e. V. wurde 1989 auf Initiative von Wolfgang Mercker gegründet. Weitere Gründungsmitglieder waren Stefan Waizbauer, Heiko Herlt und Frank Schlate. Es war der erste in Rheinland-Pfalz gegründete Baseballverein. Die Mainz Athletics wurden zwar schon ein Jahr früher (1988) gegründet, waren jedoch dem Hessischen Baseball und Softball Verband (HBSV) angegliedert.

## Baseball
Die Herrenmannschaft spielte u. a. 1994 und 1995 in der 2. Baseball-Bundesliga, musste sich aber aus finanziellen Gründen 1996 aus diesem Spielbetrieb zurückziehen. Weitere Erfolge waren die Teilnahmen am SWBSV-Pokal, bei denen einige Mannschaften der 1. Bundesliga besiegt werden konnten.

## Softball
Auch die Damenmannschaft war über mehrere Jahre erfolgreich. So nahmen die Lady Turtles von 1992 bis 1995 an den Deutschen Softballmeisterschaften teil und erzielten dabei dreimal den vierten (1992, 1993 und 1994) und einmal den dritten Platz (1995). 1994 wurden sie Vizepokalsieger und qualifizierten sich damit für den Europapokal der Pokalsieger, an dem sie jedoch aus finanziellen Gründen nicht teilnahmen. Außerdem wurden sie zur „Mannschaft des Jahres 1995“ in Speyer gewählt.
Das derzeit erfolgreichste Team (seit 2010) bildet die Mixed-Softball-Mannschaft der Turtles Speyer. Das Team steigerte sich von Jahr zu Jahr, wurde 2012 Verbandsmeister und qualifizierte sich somit auch für die Deutsche Meisterschaft Mixed Softball 2013. Seither konnten die Mixed Softballer drei Verbandsmeistertitel erringen.